# Calycobolus bampsianus
Calycobolus bampsianus är en vindeväxtart som beskrevs av J. Lejoly och S. Lisowski. Calycobolus bampsianus ingår i släktet Calycobolus och familjen vindeväxter. Inga underarter finns listade i Catalogue of Life.